# Лауккуйоки
Лауккуйоки — река в России, протекает по Печенгскому району Мурманской области. Впадает в озеро Боссояврре на высоте 51,9 над уровнем моря. Длина реки составляет 25 км, площадь водосборного бассейна 204 км².

## Данные водного реестра
По данным государственного водного реестра России относится к Баренцево-Беломорскому бассейновому округу, водохозяйственный участок реки — реки бассейна Баренцева моря от реки Патсо-Йоки (граница РФ с Норвегией) до западной границы бассейна реки Печенга. Речной бассейн реки — бассейны рек Кольского полуострова, впадает в Баренцево море.
Код объекта в государственном водном реестре — 02010000112101000000139.